# Romerska siffror

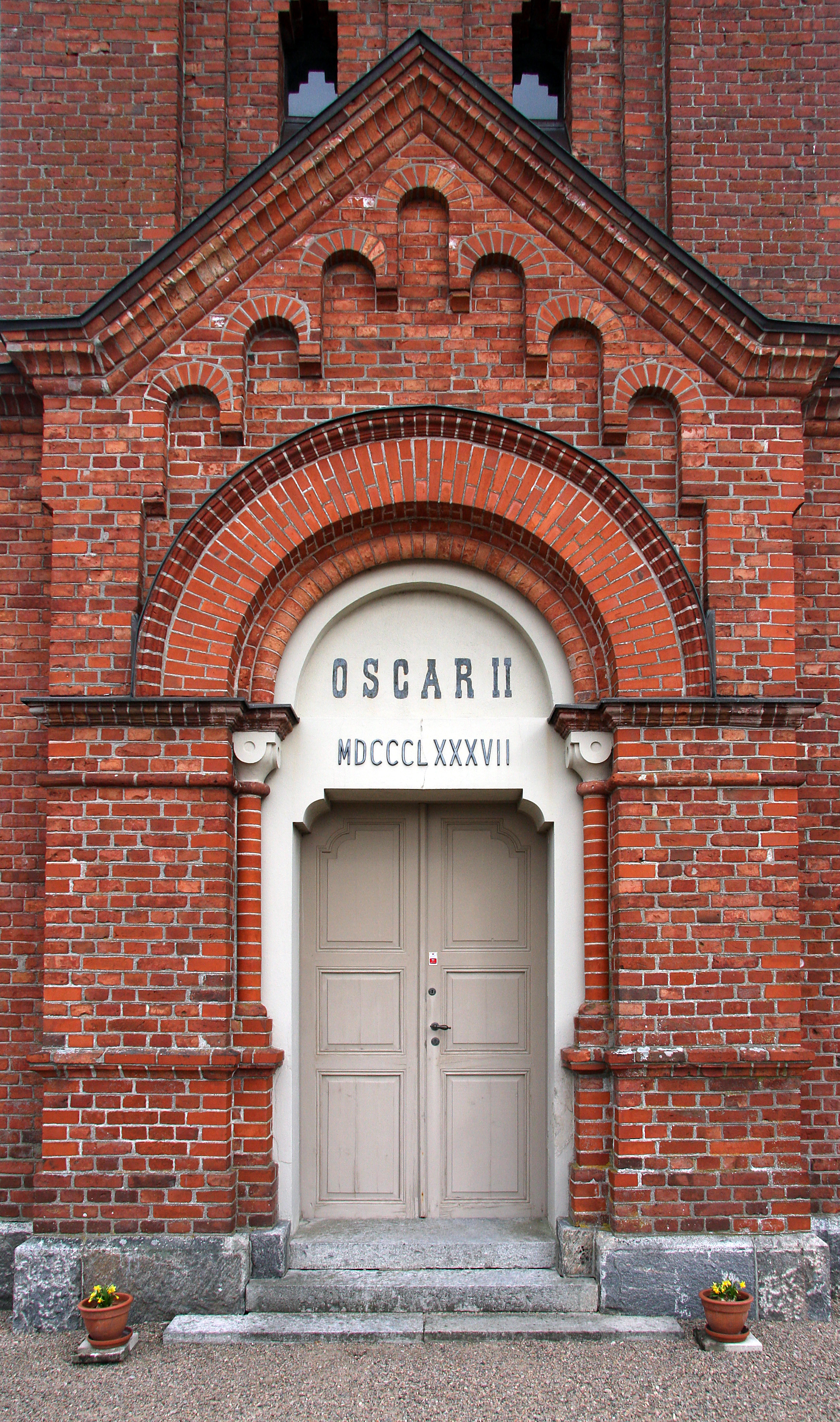
Regentnummer anges i regel med romerska siffror, här för Oscar II, vars regentnummer "den andre" är skrivet med romerska siffror på fasaden till Ignaberga nya kyrka, som byggdes när han var kung. Romerska siffror används också ofta för att datera byggnader och kyrkans byggnadsår är på det viset angivet till 1887.

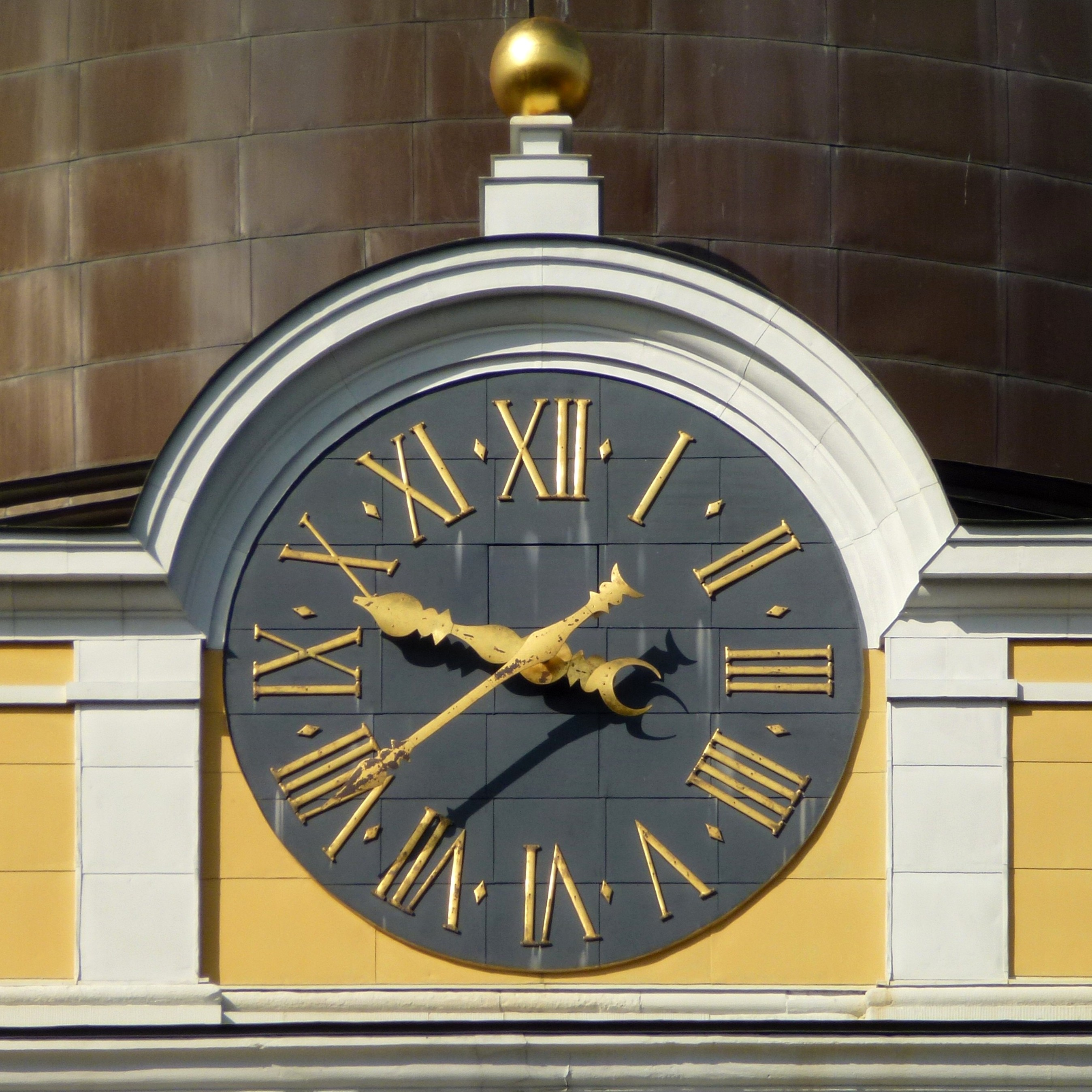
Katarina kyrkas tornur har en urtavla med romerska siffror. Observera att siffran "4" skrivs med fyra streck, vilket är vanligt för ur med romerska siffror.

Romerska siffror är ett talsystem bestående av vanligtvis sju grundsiffror I (1), V (5), X (10), L (50), C (100), D (500) och M (1000). Ytterligare tecken brukades i ett utökat system, som romarna införde under 200-talet f.Kr. enligt tabellen nedan, men också för att beteckna större tal samt bråk. Romarna inkluderade aldrig noll i sitt talsystem och kunde aldrig hantera noll i sin aritmetik.[källa behövs]

## Talsystemets principer
Varje bokstav motsvarar en fix siffra som sedan sammanfogas för att bilda större tal. Systemet byggs främst upp av:
- I = 1
- V = 5
- X = 10
- L = 50
- C = 100
- D = 500
- M = 1000

Man kan sätta ett streck ovanför en bokstav för att markera att den är värd tusen gånger så mycket, Ī är alltså samma sak som M. Ett vertikalt streck på vardera sidan av ett tal markerar att det är värt hundra gånger så mycket, |X| är alltså samma sak som M.
Eftersom romerska tal har ett fast värde (alltså inte olika värde för olika position som de arabiska talen i decimalsystemet = våra tal), sker sammansättningen till andra tal efter följande regler:
1. Lika taltecken som återkommer omedelbart efter varandra, ska adderas: II = 1 + 1 = 2, XX = 10 + 10 = 20, CCC = 100 + 100 + 100 = 300. Detta gäller dock bara tecknen I, X, C och M, aldrig V, L och D. Det enda tecken som får stå i grupper om fyra eller mer är M, MMMMM = 5000, dock kan 4 skrivas som IIII (1 + 1 + 1 + 1) och 40 som XXXX (10 + 10 + 10 + 10).
2. Står ett mindre taltecken före ett större, ska det subtraheras: IV = 5 − 1 = 4, IX = 10 − 1 = 9, CM = 1000 − 100 = 900.
3. Står ett mindre taltecken efter ett större ska det adderas: VI = 5 + 1 = 6, XI = 10 + 1 = 11, VIII = 5 + 1 + 1 + 1 = 8. Ex.: MCMLXIV = 1000 + (1000 − 100) + (50 + 10) + (5 − 1) = 1964, MCMXCIX = 1000 + (1000 − 100) + (100 − 10) + (10 − 1) = 1999, MDCCC = 1000 + 500 + 100 + 100 + 100 = 1800, MCMLXIX = 1000 + (1000 − 100) + (50 + 10) + (10 − 1) = 1969, MMX = 1000 + (1000 + 10) = 2010.

Observera att mindre tal inte får subtraheras från större om skillnaden mellan dem är för stor. I (1) får exempelvis bara subtraheras från V (5) och X (10), inte från L (50) och högre. Som i exemplet nedan kan 1999 alltså inte skrivas MIM (1000 + 1000 − 1) utan måste skrivas MCMXCIX = 1000 + (1000 − 100) + (100 − 10) + (10 − 1).

## Exemplet 1999
En regel, som tillämpades av romarna, var att ett mindre tal som sätts före ett större tal måste vara minst 1/10 av det större talet. Det vill säga I kan bara sättas till vänster om V eller X, X kan bara sättas till vänster om L eller C, och C kan bara sättas till vänster om D och M.
Sålunda kan 99 inte skrivas IC, utan måste skrivas som XCIX. På samma vis kan inte 999 skrivas som IM och 1999 kan inte vara MIM.
Romarna använde sig ofta av fyra likadana tecken som adderades, både för I (IIII), X (XXXX) och C (CCCC). Detta medförde att beteckningssystemet inte var entydigt och en siffra kunde skrivas på flera olika sätt. Betrakta 1999 som exempel.
De möjliga kombinationerna för 1999 blir
```
M     (CM eller DCCCC)  (XC eller LXXXX)  (IX eller VIIII)

1000------900------------------90------------------9
```

Detta medför åtta olika sätt att ange 1999:
- MCMXCIX
- MCMXCVIIII
- MCMLXXXXIX
- MCMLXXXXVIIII
- MDCCCCXCIX
- MDCCCCXCVIIII
- MDCCCCLXXXXIX
- MDCCCCLXXXXVIIII

Det har ansetts att när subtraktionsmetoden användes av romarna och man behövde subtrahera från en del av talet (inte från hela talet) så undvek man att lägga subtraktionen på slutet. Alltså skrev man XLIIII för 44, men inte XXXXIV. Med denna regel bortfaller fem av skrivsätten och följande tänkbara skrivsätt kvarstår för 1999:
- MCMXCVIIII
- MCMLXXXXVIIII
- MDCCCCLXXXXVIIII

Det tredje och längsta skrivsättet är det som alla kunde förstå genom att bara addition tillämpades. Det andra skrivsättet kan förkastas på grund av den ologiska blandningen av addition och subtraktion. Det första skrivsättet kan också anses som hållbart.
Efter romartiden fastlades principerna för att skriva romerska tal med att man alltid skulle använda sig av subtraktionsprincipen. Av denna regel följer att 1999 ska skrivas enligt MCMXCIX, men detta var alltså inte en regel från romartiden.[källa behövs]

## Hur romerska tecken skrivs
De romerska siffrorna kan också skrivas med gemener (små bokstäver), detta rekommenderas dock ej då missförstånd lätt kan uppstå.
Inom Unicode-uppsättningen är teckenplatserna U+2160 till U+2182 avsedda för romerska siffror. Dessa tecken är dock främst avsedda att användas i text med kinesiska tecken, som skrivs uppifrån och ner. Det är rekommenderat att skriva romerska siffror med vanliga bokstäver, om det går.

## Användning av romerska siffror

### I samband med personnamn
Idag används de romerska siffrorna för att ange regentnummer i bland annat kunganamn (till exempel Karl XII och Gustav III) och påvenamn (till exempel Benedictus XVI). I vissa länder, kanske särskilt i USA, brukar ett barn som får precis samma namn som en förälder åtskiljas från föräldern med romersk siffra efter hela namnet, särskilt om personen har samma namn i tredje led eller senare (medan den första som får samma namn brukar benämnas "junior" i stället för II). I vissa språk (som bland annat danska och isländska) används i stället arabiska siffror för att ange regentnummer.
Inom statsvetenskapen brukar man skilja olika regeringar i samma land åt genom att benämna dem med namnet på regeringschefen. Om samma person är regeringschef flera gånger, lägger man då till en romersk siffra i kronologisk ordning för att skilja ministärerna från varandra, till exempel Kekkonen I, Fälldin III. Siffran uttalas då inte som ett ordningstal utan som ett grundtal ("regeringen Fälldin tre", INTE "regeringen Fälldin den tredje".).

### I andra sammanhang
Romerska siffror används också som sidnumrering i böcker för de sidor som föregår förstasidan (såsom förord och innehållsförteckning) och skrivs då ibland som gemener, vilket aldrig annars förekommer.
Inom kemin används romerska siffror för att ange oxidationstal. I listor av olika slag används de för att ange särskild ordning. Romerska siffror används ofta också för att markera årtal i slutet på filmer och TV-program, för copyright och produktionsår. Även på byggnader används stundom fortfarande romerska siffror för att ange (färdig-)byggnadsåret. Till exempel "Anno Domini MDCCLXIV" för "Herrens år 1764".
Inom sport används i bland annat Sverige romerska siffror vid numrering av divisionerna. Division 1 blir till exempel Division I. Siffran uttalas som grundtal ("Division ett").
Förr användes romerska siffror i upphöjd position efter gatunumret i adresser, för att ange antalet trappor upp som en lägenhet låg på. Detta bruk har upphört med införandet av lägenhetsregistret, eftersom varje lägenhetsadress nu innehåller ett fyrsiffrigt nummer skrivet med arabiska siffror, som bland annat innehåller trappantalet.

## Fraktioner
Bokstaven S infördes för att beteckna 1/2. Vidare använde man ett streck (bindestreck) för att beteckna 1/12. Två streck (=) blev då 2/12 = 1/6 och så vidare. Följande tabell sammanfattar fraktionsbeteckningar:
| -   | 1/12                    |
| =   | 2/12 = 1/6              |
| -=  | 3/12 = 1/4              |
| =   | 4/12 = 1/3              |
| -=  | 5/12                    |
| S   | 1/2                     |
| S-  | 1/2 + 1/12 = 7/12       |
| S=  | 1/2 + 2/12 = 8/12 = 2/3 |
| S-= | 1/2 + 3/12 = 9/12 = 3/4 |
| S=  | 1/2 + 4/12 = 10/12= 5/6 |
| S-= | 1/2 + 5/12 = 11/12      |

## Icke-positiva tal
Det fanns för romarna inget tecken för noll. Senare har dock N använts. N kom från ordet (nulla/nullæ) som betyder inget. Dock kan N även betyda 90. Även 0 (vanlig nolla) har använts för 0.
Negativa tal fanns inte heller. Negativa tal infördes efter medeltiden i Europa. För att till exempel beteckna ekonomiska förluster skrev man istället ordet förlust eller liknande, och talet som vanligt, eller hade olika kolumner för inkomster och utgifter, dubbel bokföring.

## Alternativa former
Under medeltiden utvecklades varianter för stora tal.
CIƆ betyder 1000, som man sätter ett till C på vänster sida och ett Ɔ på höger sida så multipliceras talet med tio, alltså CIƆ = 1 000, CCIƆƆ = 10 000, CCCIƆƆƆ = 100 000, och så vidare. Om man har mer Ɔ på höger sida än C på vänster sida (det kan inte vara tvärtom) följer regeln:
X = 100 sgn(C) 10C + 50 sgn(Ɔ − C) 10Ɔ − C
där X = resultatet, C = antal C, Ɔ = antal Ɔ och sgn(X) är signum för X, sgn(X) = 0 om X = 0 och 1 om X > 0. Formeln gäller alltid.
Alltså:
| Grundtal:   |                 | CIƆ = 1 000       | CCIƆƆ = 10 000      | CCCIƆƆƆ = 100 000     |
| 1 extra Ɔ:  | IƆ = 500        | CIƆƆ = 1 500      | CCIƆƆƆ = 10 500     | CCCIƆƆƆƆ = 100 500    |
| 2 extra Ɔn: | IƆƆ = 5 000     | CIƆƆƆ = 6 000     | CCIƆƆƆƆ = 15 000    | CCCIƆƆƆƆƆ = 105 000   |
| 3 extra Ɔn: | IƆƆƆ = 50 000   | CIƆƆƆƆ = 51 000   | CCIƆƆƆƆƆ = 60 000   | CCCIƆƆƆƆƆƆ = 150 000  |
| 4 extra Ɔn: | IƆƆƆƆ = 500 000 | CIƆƆƆƆƆ = 501 000 | CCIƆƆƆƆƆƆ = 510 000 | CCCIƆƆƆƆƆƆƆ = 600 000 |

Vänsterparentes "(" kan användas i stället för C och högerparentes ")" istället för Ɔ. När man skriver flera tal och adderar dem använder man en liten centrerat uppåt pekande triangel. 
En bokstav får inte stå före en bokstav som är mer än tio gånger så stor. Till exempel får C inte stå efter I eller V, utan bara X och bokstäver högre än X. Denna regel följs inte alltid, XCIX kan förkortas IC. När man skriver 1999 skriver man MCMXCIX, men det kan också förkortas mot reglerna till IMM eller MIM. Dock, om man vill skriva ett negativt tal så skriver man talet positivt följt av tecknet för 0.